# Fiume Po da Stellata a Mesola e Cavo Napoleonico
Fiume Po da Stellata a Mesola e Cavo Napoleonico è il nome di un sito di interesse comunitario (SIC)/zona speciale di conservazione (ZSC) e zona di protezione speciale (ZPS) della rete Natura 2000 situato in Emilia-Romagna.
L'area protetta si estende per 3 140 ettari e interessa il territorio comunale di cinque comuni della Provincia di Ferrara. Confina con la zona di protezione speciale veneta "Delta del Po" (IT3270023) e con il SIC/ZSC veneto "Delta del Po: tratto terminale e delta veneto" (IT3270017).
Include le due aree di riequilibrio ecologico "Porporana" e "Stellata".

## Descrizione e caratteristiche
Derivato da un'originaria localizzazione presso Porporana-Isola Bianca per una ventina di chilometri lungo il fiume Po, il sito è stato infine esteso per circa centoventi chilometri di ambienti ripariali a includere la riva destra del Po alle radici del Delta (85 km), la confluenza del Panaro a partire da Bondeno (9 km) e infine il Cavo Napoleonico dal Reno (presso Sant'Agostino) fino al Po stesso (18 km).
Questo complesso sito (SIC e ZPS) è il più esteso della regione per quanto riguarda le componenti ripariali-golenali della pianura presso il litorale ed ha un ineludibile significato strategico (insieme col simmetrico veneto di sinistra idrografica Po) per la tutela dell'importantissima ittiofauna che dal Mare Adriatico tende a risalire il Po e a popolare le acque dolci della pianura più grande dell'Europa meridionale.
Non lontano dalla periferia nord della città di Ferrara, presso il borgo fortificato di Stellata, si trova un nodo caratteristico del Fiume Po. Si può dire che all'incirca da qui inizia il Delta: al di là della grande ansa corrispondente alla confluenza del Panaro, infatti, si trova Ficarolo, storica località dalla quale in seguito alle rovinose "rotte" del XII secolo, gli originari rami Volano e Primaro cedettero il posto al nuovo corso che approfondì il reticolo deltizio, guidando al mare le acque del Grande Fiume lungo quello che è, grosso modo, l'attuale corso.
Larghe anse e profonde golene caratterizzano un tratto ancora relativamente ben conservato, all'altezza di Porporana, fino a includere per intero l'Isola Bianca, una delle più grandi e antiche isole fluviali del Po, esistente a partire dal XV-XVI secolo. Tale segmento comprende gli ambienti fluviali più significativi, localizzati per circa 11 km di lunghezza da Occhiobello fino oltre Pontelagoscuro (sulla sponda ferrarese) e Santa Maria Maddalena (sulla sponda rodigina).
Si tratta di un'ampia zona golenale (sulla riva destra del fiume si trovano la Golena Bianca, la Golena di Vallunga e la Colombara), al termine della quale si trova l'Isola Bianca col suo importante bosco igrofilo ripariale (Oasi di protezione di 42 ettari). Il sito prosegue per Ro e Berra, dove dal Po di Venezia si separa il principale ramo deltizio emiliano, il Po di Goro, che il sito segue attraverso Ariano fino a Mesola (ultima roccaforte estense a valle della quale convenzionalmente si estende il Delta vero e proprio).
Il lungo percorso si snoda tra il confine regionale a nord, impostato grossomodo sulla mezzeria del fiume, e il colmo dell'argine maestro - pedonale e ciclabile - sospeso tra golene, ambienti ripariali e vaste distese agricole per lo più derivate dal completamento della grande bonifica ferrarese (1872-1930).
I terreni sono prevalentemente sabbiosi e occupati schematicamente per quasi metà da acque dolci (correnti fluviali e, in parte, stagnanti), per un quarto da boschi di salici e pioppi (in golena sostituiti da pioppeti colturali) e per il rimanente quarto da praterie e colture erbacee di tipo estensivo.
La pressione antropica sul sito è molto elevata (alta densità abitativa, agricoltura, lavori di sistemazione idraulica, frequentazione turistica).

## Habitati tutelati
Ai sensi della Direttiva Habitat sono sei gli habitat presenti e tutelati nel sito e comprendono circa il 15% della superficie del sito:
- acque stagnanti, da oligotrofe a mesotrofe, con vegetazione dei Littorelletea unifloraee/o degli Isoëto-Nanojuncete (3130)
- laghi eutrofici naturali con vegetazione di Magnopotamion o Hydrocharition (3150)
- fiumi con argini melmosi con vegetazione del Chenopodion rubri e Bidention p.p. (3270)
- bordure planiziali, montane e alpine di megaforbie idrofile (6430)
- foreste miste riparie di grandi fiumi a Quercus robur, Ulmus laevis e Ulmus minor, Fraxinus excelsior o Fraxinus angustifolia (Ulmenionminoris) (91F0)
- foreste a galleria di Salix alba e Populus alba (92A0)

## Flora
Lembi di vegetazione spontanea, prevalentemente legnosa, sono limitati a tratti ripariali e golenali e all'isola fluviale dove predominano le specie igrofile tra le quali pioppo bianco (Populus alba), salice bianco (Salix alba) e frassino ossifillo (Fraxinus angustifolia) sono le più comuni.
Non mancano pioppo nero (Populus nigra), olmo, gelsi, qualche ontano nero (Alnus glutinosa), salici arbustivi ed altre specie attrezzate ad improvvise risalite del livello di falda. Bordure a megaforbie igrofile, pratelli effimeri in plaghe periodicamente allagate, siepi e qualche incolto (le golene hanno per lo più colture "a perdere") completano un mosaico ambientale mutevole e fortemente condizionato sia dalle attività dell'uomo sia dal comportamento del fiume. Basti pensare ai ghiaioni o sabbioni che i periodi di magra fluviale lasciano emergere, importanti per certa vegetazione tuttavia effimera e per la nidificazione di alcuni uccelli.
Aggruppamenti di brionia e luppolo, distese di Aristolochia rotunda, viluppi di Clematis viticella e Clematis flammula sono gli ultimi resti di una vegetazione planiziaria-ripariale quasi totalmente scomparsa ma ancora sporadicamente osservabile: gli esemplari di farnia, la quercia regina di questi ambienti, sono sporadici e isolati.
Tra le specie vegetali rare e minacciate, occorre citare la presenza del campanellino di palude (Leucojum aestivum), che emerge caratteristico sui bordi allagati insieme a Carex elata. Non più rinvenuta in tempi recenti è invece la vandellia palustre (Lindernia procumbens, il campione d'erbario conservato all'Orto botanico dell'Università di Ferrara  risale al 1911), tuttora ricercata nel quadro di un'indagine floristica a tutt'oggi fortemente lacunosa, che vede Graziola (Gratiola officinalis), Veronica acquatica (Veronica anagallis-aquatica), Euphorbia palustris, Trapa natans, Wolffia arrhiza e tutte le specie palustri in generale rarefazione.
Tra le specie rintracciabili, in un potenziale elenco di specie da tutelare figurano caglio delle paludi (Galium palustre), tulipano selvatico (Tulipa sylvestris), ninfea bianca (Nymphaea alba) e almeno tre orchidee: ofride verde bruna (Ophrys sphegodes), orchidea screziata (Neotinea tridentata), orchide minore (Anacamptis morio) segnalate nell'Atlante regionale della Flora protetta e nella recente pubblicazione Flora del Ferrarese (2014).

## Fauna

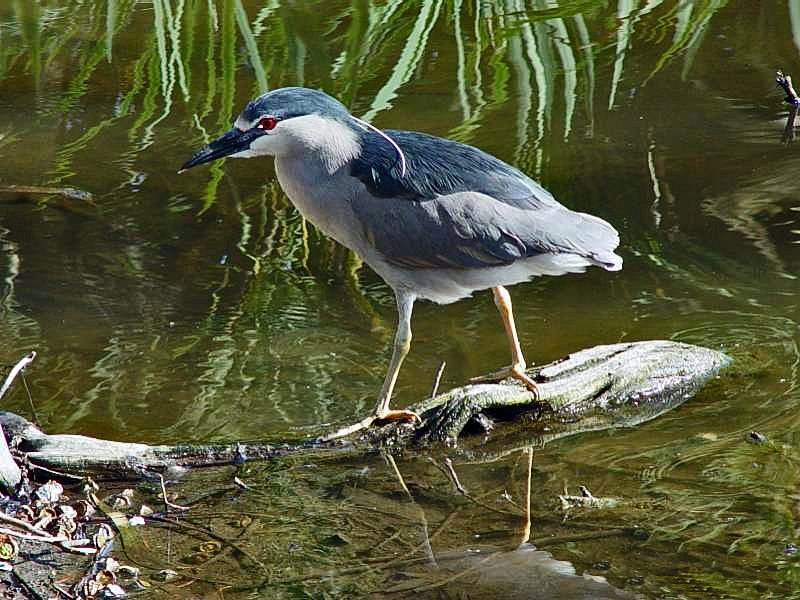
Una nitticora

La gestione della fauna locale deve tenere in conto il controllo di specie esotiche naturalizzate come la nutria (Myocastor coypus) il gambero della Louisiana (Procambarus clarkii) e la tartaruga palustre americana (Trachemys scripta), la cui diffusione può costituire un fattore di minaccia rilevante per flora e fauna locali.

### Uccelli
Tra le quattordici specie ornitiche di interesse comunitario segnalate, martin pescatore (Alcedo atthis), nitticora (Nycticorax nycticorax), garzetta (Egretta garzetta) e tarabusino (Ixobrychus minutus) sono nidificanti (splendida la garzaia di Ardeidi arboricoli all'Isola Bianca).
Le altre specie utilizzano l'area come sito di alimentazione (fiume) o sosta durante gli spostamenti migratori e dispersivi che seguono il periodo riproduttivo (Ardeidi, alcune specie di accipitriformi, rallidi e sternidi). È riportata la presenza minima di oltre venti specie migratrici, la maggior parte delle quali nidificanti entro il sito (Acrocefalini di canneto, silvidi e turdidi degli ambienti di macchia e siepe, Torcicollo, tortora, upupa) o nell'immediato intorno (varie specie antropofile come ad esempio rondine, balestruccio e rondone, si alimentano nei pressi e lungo le rive del fiume, come diversi Caradridi limicoli.
Sterna comune e Fraticello, entrambe specie di interesse comunitario, potrebbero nidificare in corrispondenza delle isole di suolo nudo che emergono durante le magre estive, ma risentono negativamente dell'eccesso di pressione antropica.

### Anfibi
Tra i vertebrati minori, è di interesse comunitario la presenza della testuggine palustre (Emys orbicularis); è rappresentativa la diffusione del rospo smeraldino (Bufotes viridis).

### Pesci
Per quanto depauperata, la fauna ittica in questo tratto del Po è ancora ricca e comprende anche otto specie di interesse comunitario: storione cobice (Acipenser naccarii) specie prioritaria endemica, cheppia (Alosa fallax), lampreda di mare (Petromyzon marinus), barbo (Barbus plebejus), savetta (Chondrostoma soetta), Lasca (Protochondrostoma genei), Cobite comune (Cobitis taenia), Pigo (Rutilus pigus). È presente inoltre il triotto (Leucos aula), specie endemica italiana.

### Invertebrati
Tra gli invertebrati, è rilevante la presenza dell'Odonato Gomphus flavipes, libellula tipica dei tratti planiziali dei fiumi ed indicatrice di rive ben conservate.